# Carl Haas
Carl Haas (Ludwigshafen am Rhein, 26 febbraio 1929 – Lake Forest, 29 giugno 2016) è stato un pilota automobilistico e imprenditore statunitense, noto per essere stato co-proprietario del team Newman-Haas.

## Carriera
Dopo essere stato un pilota professionista, durante gli anni sessanta Carl Haas decise di concentrarsi soprattutto sul mondo degli affari legati all'automobilismo. Nel 1967 divenne il rivenditore esclusivo della Lola Racing Cars negli Stati Uniti, permettendo al marchio britannico di raggiungere la notorietà nel mondo delle corse.
A partire dagli anni settanta i suoi team fecero varie apparizioni in tutte le più importanti serie automobilistiche. Vinse, infatti, diversi titoli di CanAm e Formula Super Vee. Nel 1985 tentò l'avventura della Formula 1, ma dopo due anni vendette il suo team.
Nel 1983 insieme all'attore Paul Newman costituì una scuderia per correre nella CART. Il primo titolo arrivò l'anno successivo con Mario Andretti, che poi vinse altre tre edizioni. Tra piloti laureatisi campioni con il team vi furono Michael Andretti, Nigel Mansell, Cristiano da Matta e Sébastien Bourdais.
Fu anche a capo del consiglio di amministrazione della SCCA per quattro mandati, fino al 1996, e membro del consiglio di amministrazione del autodromo di Road America.